# XV emendamento della Costituzione degli Stati Uniti d'America

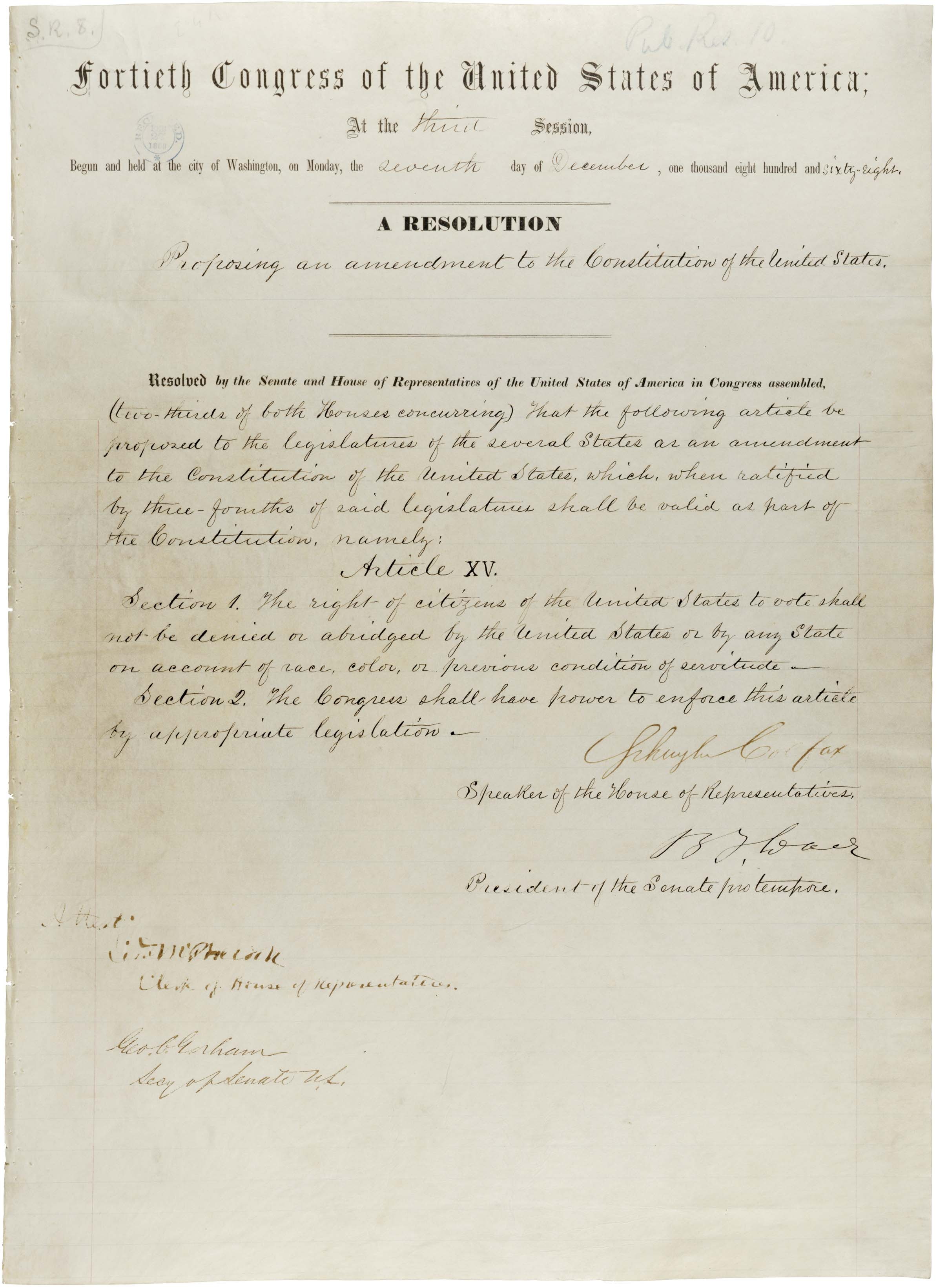
Il XV emendamento: copia conservata negli archivi nazionali degli Stati Uniti d'America

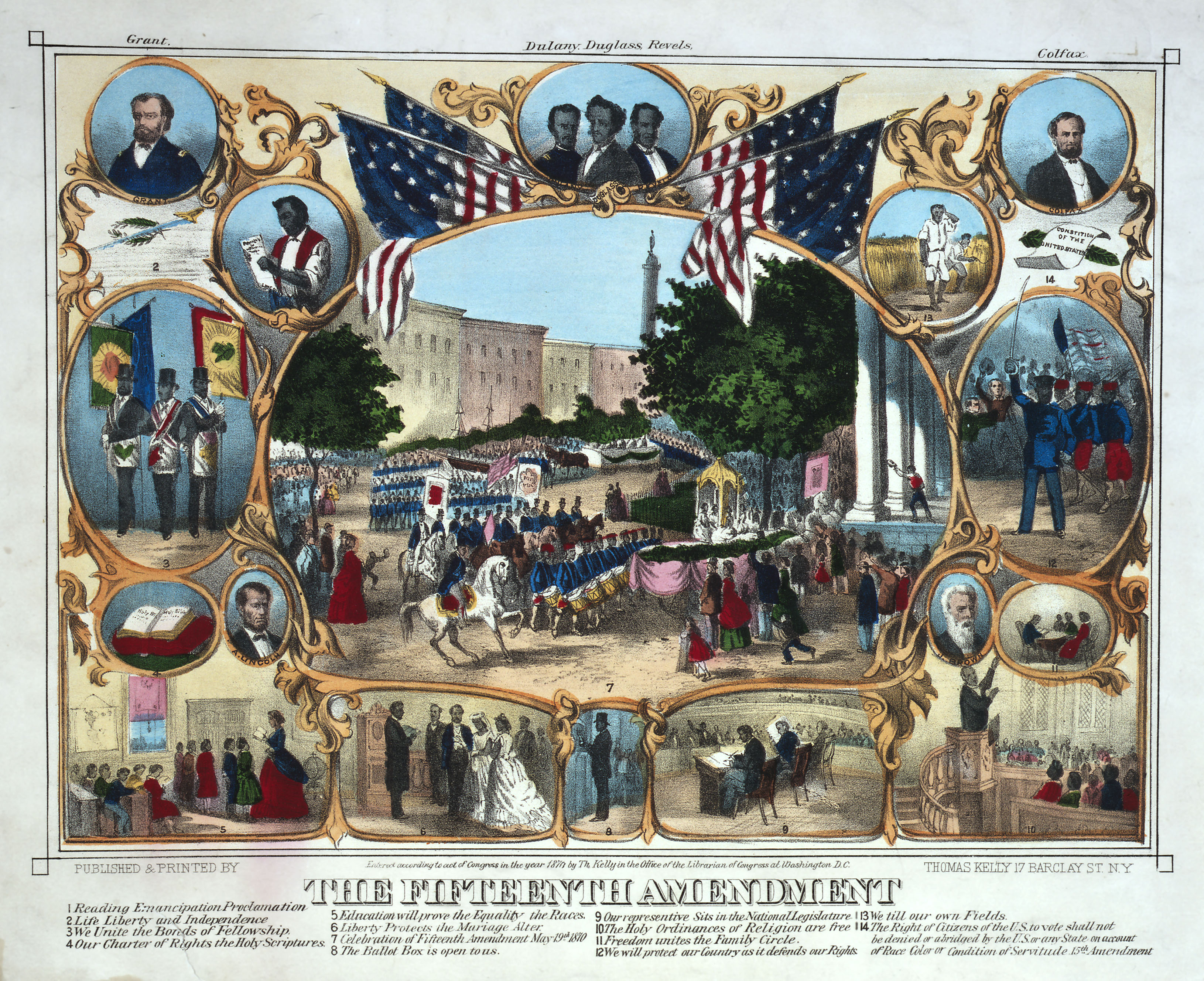
1870 celebrazioni per l'approvazione dell'emendamento

Il XV emendamento della Costituzione degli Stati Uniti d'America (Emendamento XV) è uno degli emendamenti approvati dopo la guerra di secessione noti con il nome di emendamenti della Ricostruzione. Le disposizioni in esso contenute proibiscono al governo degli Stati Uniti e ai governi dei singoli Stati di proibire a un cittadino di votare discriminandolo sulla base della razza, del colore della pelle o di una precedente condizione di schiavitù. L'emendamento fu ratificato il 3 febbraio 1870 durante la presidenza di Ulysses S. Grant.
Gli altri due emendamenti della Ricostruzione furono il XIII (proibizione della schiavitù) e il XIV (tutela dei diritti degli ex schiavi).

## Testo del XV emendamento
Sezione 1 – Il diritto di voto dei cittadini degli Stati Uniti non potrà essere negato o limitato dagli Stati Uniti o da qualsiasi Stato in ragione della razza, del colore o della precedente condizione di schiavitù.
Sezione 2 – Il Congresso avrà il potere di dare esecuzione a questo articolo con la legislazione appropriata.

## Storia
L'obiettivo dell'emendamento era di garantire il diritto di voto agli ex schiavi del Sud. Infatti, sebbene alcuni Stati avessero permesso agli ex-schiavi di votare anche prima dell'approvazione dell'emendamento, questo diritto era sporadico, non sempre rispettato, e spesso attaccato legalmente. La Corte suprema della Carolina del Nord, ad esempio, riconobbe il diritto di voto agli uomini liberi di colore, che però venne revocato da un emendamento alla Costituzione dello Stato approvato nel 1835. Il diritto di voto per un uomo libero di colore poteva essere visto come la concessione dei più ampi diritti di cittadinanza, un argomento, questo, reso esplicito dal giudice della Corte suprema degli Stati Uniti Benjamin Robbins Curtis nella sua opinione dissenziente in Dred Scott v. Sandford. Il giudice scriveva che non ci poteva essere dubbio che all'epoca della ratifica degli Articoli della Confederazione tutti gli abitanti liberi nati del New Hampshire, del Massachusetts, di New York, del New Jersey e della Carolina del Nord, anche se discendenti da schiavi africani, erano non solo cittadini di quegli Stati, ma anche titolari del diritto di voto alla pari di qualsiasi altro cittadino.
La prima persona che poté votare grazie a questo emendamento fu Thomas Mundy Peterson che esercitò il suo diritto nelle elezioni del consiglio scolastico di Perth Amboy il 31 marzo 1870. Tuttavia non fu che con l'approvazione del Voting Rights Act del 1965, quasi un secolo dopo, che l'emendamento poté dispiegare tutti i suoi effetti in tutti gli Stati. Dopo l'approvazione dell'emendamento, fra il 1865 e il 1880, furono eletti il maggior numero di neri a cariche politiche che in ogni altro periodo della storia degli Stati Uniti, sia in termini percentuali che assoluti. Anche se nessuno Stato elesse un governatore nero, durante questo periodo un certo numero di parlamenti statali avevano una maggioranza nera. Queste maggioranze portarono avanti programmi che oggigiorno sarebbero considerate normali compiti di governo, ma che all'epoca erano viste come radicali, come la pubblica istruzione universale. Furono inoltre abolite tutte le leggi che avevano un contenuto razziale come quelle che proibivano il matrimonio interrazziale.
Nonostante gli sforzi di gruppi come il Ku Klux Klan di intimidire i votanti neri e i Repubblicani bianchi, l'assicurazione del sostegno del governo federale per i governi democraticamente eletti significava che i Repubblicani potevano sia votare che governare tranquillamente. Per esempio, quando un gruppo di bianchi tentò di sovvertire il governo di New Orleans, il presidente Ulysses S. Grant inviò le truppe federali per riportare al potere i governanti eletti.
Tuttavia le combattute elezioni presidenziali del 1876 portarono a un tacito accordo, detto "compromesso del 1877", che consentiva il via libera del Congresso all'elezione del repubblicano Rutherford B. Hayes, in cambio del ritiro delle truppe federali dal sud. Inoltre il governo federale trascurò gli episodi di violenza che si verificavano al momento delle votazioni nel sud, nonostante i tentativi dei Repubblicani di approvare leggi che assicurassero il diritto di voto ai neri e promettessero punizioni per le intimidazioni. A dimostrazione della poca volontà del Congresso di prendere posizione, basti pensare che all'epoca perfino una proposta di legge che avrebbe richiesto di notificare gli incidenti violenti nei seggi non fu approvata. Senza la tutela delle truppe federali, le violenze contro i neri e i Repubblicani subirono un forte incremento, arrivano a contarsi in questa categoria anche degli omicidi. Il tutto senza alcun segno di interferenza da parte delle autorità o anzi con la loro cooperazione.
Negli anni 1890 molti Stati del sud avevano leggi rigorose sui requisiti richiesti per esercitare il diritto di voto: incluso il divieto per gli analfabeti e l'obbligo di pagare una tassa prima di votare. Alcuni Stati fecero perfino in modo di rendere difficoltoso trovare gli uffici preposti a registrare gli elettori.
La bozza originale dell'emendamento stabiliva tutele oltre per il diritto di voto anche per il diritto di partecipare alle elezioni come candidati. La clausola che proteggeva anche il diritto di partecipare come candidati fu in seguito rimossa dato che molti repubblicani del nord volevano salvaguardare le leggi dei propri Stati che limitavano la partecipazione dei neri al governo. L'emendamento non stabilì un reale suffragio universale maschile in parte perché i repubblicani del sud erano timorosi che una disposizione di quel tenore avrebbe minato le leggi che gli Stati del sud avevano approvato per limitare l'influenza degli ex-Confederati.

## Processo di ratifica
Il Congresso propose il XV emendamento il 26 febbraio 1869. Entrò in vigore il 3 febbraio 1870.
| Stato          | Data            | Stato        | Data             |
| -------------- | --------------- | ------------ | ---------------- |
| Nevada         | 1º marzo 1869   | Alabama      | 16 novembre 1869 |
| West Virginia  | 3 marzo 1869    | Missouri     | 7 gennaio 1870   |
| Illinois       | 5 marzo 1869    | Minnesota    | 13 gennaio 1870  |
| Louisiana      | 5 marzo 1869    | Mississippi  | 17 gennaio 1870  |
| Michigan       | 5 marzo 1869    | Rhode Island | 18 gennaio 1870  |
| North Carolina | 5 marzo 1869    | Kansas       | 19 gennaio 1870  |
| Wisconsin      | 5 marzo 1869    | Ohio         | 27 gennaio 1870  |
| Maine          | 11 marzo 1869   | Georgia      | 2 febbraio 1870  |
| Massachusetts  | 12 marzo 1869   | Iowa         | 3 febbraio 1870  |
| Arkansas       | 15 marzo 1869   | Nebraska     | 17 febbraio 1870 |
| South Carolina | 15 marzo 1869   | Texas        | 18 febbraio 1870 |
| Pennsylvania   | 25 marzo 1869   | New Jersey   | 15 febbraio 1871 |
| New York       | 14 aprile 1869  | Delaware     | 12 febbraio 1901 |
| Indiana        | 14 maggio 1869  | Oregon       | 24 febbraio 1959 |
| Connecticut    | 19 maggio 1869  | California   | 3 aprile 1962    |
| Florida        | 14 giugno 1869  | Maryland     | 7 maggio 1973    |
| New Hampshire  | 1º luglio 1869  | Kentucky     | 18 marzo 1976    |
| Virginia       | 8 ottobre 1869  | Tennessee    | 2 aprile 1997    |
| Vermont        | 20 ottobre 1869 |              |                  |